# Метрополни градове на Италия
Метрополните градове на Италия (на италиански: Città metropolitane d'Italia) са 14 „териториални образувания с обширна площ“, които заместват провинциите със същото име. Закон 56 от 7 април 2014 г. (Legge Delrio) определя десетте метрополни града на регионите с обикновен статут, чиито територии съвпадат с тези на съществуващите провинции: Столица Рим, Торино, Милано, Венеция, Генуа, Болоня, Флоренция, Бари, Неапол и Реджо Калабрия. Към тях се добавят четирите метрополни града на регионите със специален статут: Каляри, Катания, Месина и Палермо.
Метрополните градове, подобно на италианските провинции, са образувания от второ ниво, управлявани от органи, избрани измежду кметовете и съветниците на общините – част от самия метрополен град.
Органи на метрополните градове са:
- Метрополният кмет (на италиански: sindaco metropolitano), който по закон е и кмет на главния град на региона. Въпреки това статутите на Метрополните градове Столица Рим, Милано и Неапол предвиждат директното избиране с всеобщи избори на кмета и съветниците, в случай че парламентът приеме закон, определящ гласоподаването.
- Метрополният съвет (на италиански: Consiglio metropolitano), избиран от кметовете и съветниците от принадлежащите към метрополния град общини.
- Метрополната конференция (на италиански: Conferenza metropolitana), състояща се от кмета на метрополния град и от кметовете на неговите общини.

Населението, площта, гъстотата на населението, броят на общините и регионът, към който принадлежат метрополните градове към 1 януари 2022 г. са показани по-долу:
| Метрополен град | Метрополен град | Абревиатура | Регион        | Население (души) | Площ (km²) | Гъстота (души/km²) | Общини | Дата на основаване | Кмет                                                 | Партия                            |
| --------------- | --------------- | ----------- | ------------- | ---------------- | ---------- | ------------------ | ------ | ------------------ | ---------------------------------------------------- | --------------------------------- |
| Столица Рим     |                 | RM          | Лацио         | 4 222 631        | 5363,22    | 786,33             | 121    | 8 април 2014       | Роберто Гуалтиери от 3 октомври 2021 г.              | Лявоцентристка коалиция           |
| Милано          |                 | MI          | Ломбардия     | 3 237 101        | 1575,49    | 2054,67            | 133    | 8 април 2014       | Джузепе Сала от 21 юни 2016 г.                       | Независим лявоцентристки кандидат |
| Неапол          |                 | NA          | Кампания      | 2 967 117        | 1178,94    | 2516,78            | 92     | 8 април 2014       | Гаетано Манфреди от 3 октомври 2021 г.               | Независим лявоцентристки кандидат |
| Торино          |                 | TO          | Пиемонт       | 2 205 104        | 6826,91    | 323                | 312    | 8 април 2014       | Стефано Ло Русо от 3 октомври 2021                   | Лявоцентристка коалиция           |
| Бари            |                 | BA          | Пулия         | 1 224 756        | 3862,73    | 317,07             | 41     | 8 април 2014       | Антонио Декаро от 21 юни 2019 г.                     | Демократическа партия (PD)        |
| Палермо         |                 | PA          | Сицилия       | 1 199 626        | 5009,21    | 239,48             | 82     | 4 август 2015      | Леолука Орландо от 22 юни 2017 г.                    | Демократическа партия (PD)        |
| Катания         |                 | CT          | Сицилия       | 1 068 835        | 3573,51    | 299,10             | 58     | 4 август 2015      | Салваторе Доменико Антонио Полиезе от 14 юни 2018 г. | Фратели д'Италия                  |
| Болоня          |                 | BO          | Емилия-Романя | 1 015 701        | 3702,25    | 274,35             | 55     | 8 април 2014       | Матео Лепоре от 11 октомври 2021 г.                  | Демократическа партия (PD)        |
| Флоренция       |                 | FI          | Тоскана       | 994 717          | 3513,65    | 2831,0             | 42     | 8 април 2014       | Дарио Нардела от 29 май 2015 г.                      | Демократическа партия (PD)        |
| Венеция         |                 | VE          | Венето        | 839 396          | 2472,88    | 339,44             | 44     | 8 април 2014       | Луиджи Бруняро от 26 септември 2015 г.               | независим дясноцентристки         |
| Генуа           |                 | GE          | Лигурия       | 816 250          | 1833,75    | 455,11             | 67     | 8 април 2014       | Марко Бучи от 25 юни 2017 г.                         | Независим дясноцентристки         |
| Месина          |                 | ME          | Сицилия       | 599 990          | 3266,07    | 183,70             | 108    | 4 август 2015      | Катено Роберто Де Лука от 24 юни 2018 г.             | Независим кандитат на центъра     |
| Реджо Калабрия  |                 | RC          | Калабрия      | 518 978          | 3210,31    | 161,66             | 97     | 7 август 2016      | Джузепе Фалкоматà от 7 октомври 2020 г.              | Демократическа партия (PD)        |
| Каляри          |                 | CA          | Сардиния      | 419 770          | 1248,66    | 336,18             | 17     | 4 февруари 2016    | Паоло Труцу от 19 юни 2019 г.                        | Фратели д'Италия                  |
| Общо            |                 |             |               | 21 329 972       | 46 638     | 457                | 1268   |                    | –                                                    | –                                 |